# Paul Morand
Paul Morand (París, 13 de marzo de 1888 - 24 de julio de 1976) fue un diplomático, novelista, dramaturgo y poeta francés, considerado un temprano modernista. Fue miembro de la Academia francesa.

## Biografía

### El joven Morand
Su padre, Edward Eugene Morand ocupa en París, gracias a la intervención de su cuñado Abel Combarieu, director de la Oficina del Presidente de los República de 1899 a 1906, varias funciones relacionadas con el arte, como conservador del depósito de mármol en 1902, director la Escuela Nacional de Artes Decorativas en 1908. También era cercano a los poetas del círculo de Mallarmé y a escultores como Auguste Rodin. Dio esta simple respuesta a la eterna pregunta: "¿Qué quiere hacer usted de su hijo? - Un hombre feliz. "
Su tío Abel Combarieu introdujo a Paul Morand en el Ministerio de Asuntos Exteriores (en el Servicio de Protocolo) en 1912.
El joven Paul aprendió Inglés muy pronto y fue a Londres varias veces durante su adolescencia (1902, 1903, 1904, 1908, 1909, 1913). También visitó Venecia y el norte de Italia e hizo estancias de verano durante un mes, cerca del lago de Como.
Entró en el colegio Jules Ferry y a continuación, en la escuela secundaria Chaptal.
Suspende el examen oral de filosofía de su BA en 1905. Jean Giraudoux se convirtió en su tutor y el joven Paul se convierte en un alumno aplicado. Se matriculó libre en la École des Sciences Politiques, donde se gradúa y terminó en primer lugar en el concurso del Quai d'Orsay. Mientras se inicia en la carrera administrativa, donde recibió el apoyo de Philippe Berthelot, asistió a los círculos literarios, conoció a Jean Cocteau.
En Londres (iniciando su carrera diplomática) Morand conoce a Bertrand de Fénelon, uno de los aristócratas amigos de Marcel Proust y modelo de alguno de los verdaderos “muchachos en flor”. Fénelon le abrió en 1916 la ya entonces cerrada vida de Marcel, y Morand fue un irregular pero fervoroso amigo del autor de “En busca del tiempo perdido” hasta la muerte de este en 1922 y se inicia en la poesía componiendo una oda a Marcel Proust.
Su padre Edward Eugene Morand murió en 1930 y su esposa en 1947.

### El diplomático escritor
Tras un periodo como agregado en la embajada en Londres, regresó a París y fue asignado al Gabinete del Ministro de Asuntos Exteriores durante la Primera Guerra Mundial. Posteriormente, fue destinado a Roma y Madrid. Su amistad con Philippe Berthelot le permite misiones diplomáticas que son, de hecho, destinos literarios. Después de su matrimonio pide licencia por tiempo indefinido, pero se reintegra al servicio en 1939 y fue nombrado para dirigir la misión económica francesa en la embajada de Londres.
Sus primeras obras publicadas fueron poemas, incluyendo Lampes à Arc en el año 1919. Sin embargo, él hizo su verdadera entrada en la literatura en 1921 con la publicación de su primer libro de prosa, Tendres Stocks, una colección de relatos con prefacio de Proust.
Entre los años 1920 y 1930, escribió muchos libros, diarios de viaje, novelas cortas y relatos (Ouvert la nuit, Lewis et Irène...), que sorprenden por su estilo elegante y la vivacidad de la narrativa, pero también por la descripción detallada de los países atravesados por el autor o sus personajes, por lo general de la alta burguesía, con grandes ideas. El crítico Manuel Hidalgo dice al respecto: "Su conocimiento de primera mano de los ambientes de la alta burguesía y la nobleza se hace patente en este volumen. Una prosa de extraordinaria riqueza verbal y plástica proporciona enorme gozo estético al lector a la hora de describir los ambientes, decorados, rituales, vestuarios y costumbres de sus acaudalados personajes, al tiempo que, en sus observaciones psicológicas, se muestra crítico y mordaz con ellos -implacable y negro, incluso-, recurriendo en no pocas oportunidades a un humor de corte wildeano. Un ejemplo: “Cualquier hombre honesto en Viena ha de tener una ocupación, pero esta no tiene que degenerar nunca en trabajo”. Otro: “Son los dos peligros que tiene Viena, engordar y enamorarse”.
Durante el mismo período ejerce el periodismo, sobre todo en Le Figaro. También trabaja como editor dirigiendo la colección de Gallimard "Renacimiento del relato", donde apareció en 1938, el libro de las Nouvelles orientales de Marguerite Yourcenar, y también es miembro del Comité Ejecutivo de la Association du Foyer de l'Abbaye de Royaumont.
El 3 de enero de 1927 en París, se casó con la rica heredera rumana Helen Chrissoveloni (1879-1975), Princesa Soutzo (1879-1975), de origen griego, cuyo hermano Jean, banquero muy culto y políglota, había adquirido tres años antes con su esposa Sybille el castillo de Mesnuls (Yvelines), donde la pareja muy mundana daba fiestas fastuosas.

### El embajador de Vichy
Élisabeth de Miribel lo describe así cuando dirigía la misión económica francesa en la embajada de Londres: "Paul Morand me gusta. Es flexible, difícil de alcanzar. Nunca se impone, sino que arrastra. Queda en él, algo no expresado. Él piensa más allá de su extraordinaria facilidad. No se involucra, ni controla. Se cierne: sin cambios y fluido sobre la marea humana. Su razonamiento se compone de ideas brillantes que no está tratando de imponer. Sabe rodearse sin pertenecer a nadie. Tuvo éxito en Inglaterra por la persuasión, por su posición social más que por sus puestos oficiales ... ".
Uno de los aspectos más destacados de la vida de Morand es su actitud durante la Segunda Guerra Mundial y su proximidad con el régimen Vichy6.
Después de ser retirado de su cargo en 1940, fue nombrado, a partir del regreso de Pierre Laval al gobierno en 1942, Embajador de Francia en Rumania, país de origen de la familia de su esposa, lo que llevó a Charles de Gaulle a decir: "Los ricos están poseídos por lo que poseen" (Alain Peyrefitte, Así era de Gaulle).
Jean Jardin, eminencia gris de Pierre Laval, favorece que dejara Bucarest en 1944, por el avance de las tropas rusas, y que fuera nombrado Embajador en Suiza.
Cuando termina la guerra es embajador en Berna, nombramiento que fue revocado en la Liberación por el General de Gaulle; su actitud durante la ocupación le valió la enemistad de este último que, después de su regreso al poder en 1958 hasta 1968 impedirá su entrada en la Academia Francesa. Debido a esto, Morand siempre le llama despectivamente "Gaulle", especialmente en su correspondencia con su amigo Jacques Chardonne.
Sobre la elección de Vichy por Morand, la opinión de Charles de Gaulle está bien informada por Alain Peyrefitte: "[...] Laval ni siquiera le pedía entrar [...]. Él pasó por la misma situación que la embajada. Nosotros no lo queríamos con Vichy y fuimos rigurosos para que abandonara su puesto. Él era una víctima de la riqueza de su esposa. Para recuperarla, él mismo se hizo nombrar embajador de Vichy en Bucarest. Después, cuando las tropas rusas se acercaron, él cargó un tren entero de pinturas y objetos de arte y lo envió a Suiza. A continuación, se hizo designar embajador en Berna, para manejar la descarga. "(Charles de Gaulle, 20 de mayo de 1962, Así era de Gaulle, Fayard, Volumen I, 1994, p. 148.)

### El exiliado y protector de los húsares
Después de la guerra, se vio obligado a exiliarse en Vevey, Suiza. Pasó diez años allí antes de ser admitido de nuevo en suelo francés. Se le reprochan sus amistades en tiempo de Vichy y el apoyo de la Ocupación de a la publicación de sus obras, mientras que el mismo manifiesta su integridad.
Acerca de su exilio forzado, escribió más tarde: "El exilio es un sueño pesado que se asemeja a la muerte. "(Chronique de l'homme maigre)
Durante esos años, se dedicó a proseguir su obra, marcada por nuevas directrices, y sobre todo por un nuevo interés por la historia, como lo demuestran Le Flagellant de Séville y Fouquet ou le Soleil offusqué.
Se convierte, al mismo tiempo, con Jacques Chardonne, en protector de una nueva generación de escritores que serán conocidos más tarde como los húsares, conocidos por su filiación de derecha antigaullista y opuesta al existencialismo y la literatura sartriana. Tiene una relación casi filial con el primero de ellos, Roger Nimier.

### El académico
Fue elegido miembro de la Academia Francesa el 24 de octubre de 1968 en la silla número 11 de Maurice Garçon elegido en 1946. Sin embargo, el Jefe del Estado, en contra de la tradición, no lo recibirá, aunque había levantado su veto de manera implícita cuando declara al Secretario Permanente: "Paul Morand ... estará entre vosotros, ¿no es así ?". Paulina Dreyfus sacó una novela sobre la campaña que precedió a su elección como inmortal (2012).
La escritora Elvire de Brissac estuvo muy ligada a Paul Morand, amigo íntimo de su madre, que en su Journal inutile, publicado en 2001, donde se refiere a ella como E., anota el 15 de marzo de 1975 : "Tengo ahora una profunda sensación de irrealidad, dijo E. Yo le respondí: - quizás a causa de mí, porque tienes dos padres, uno de los cuales, yo mismo, no soy más que un personaje ambiguo, poeta y prosista, viajero inmovilizado, amante, marido, escritor funcionario ... "
Morand sobrevivió un año y medio a su esposa, que murió el 27 de febrero de 1975 y murió en el Hospital Laennec en París; de acuerdo con su voluntad, sus cenizas fueron mezcladas con las de su esposa en Trieste, ciudad en que ella nació.
Él anunció sus intenciones en Venises "Un cementerio en Trieste (...) Acepté el asilo que me ofrecen mis primos por matrimonio, en el mausoleo de E ...; data de Francisco José (...) Es una pirámide de piedra noble, de seis metros de altura, toda una pieza italiana (...). Está lejos de la decoración fúnebre de las grandes capitales de las lápidas multitudinarias (...). campo verde de descanso en medio del desierto de los vivos. Jaceré, después de este largo accidente que fue mi vida. Mis cenizas bajo el suelo, una inscripción en griego lo testimoniará. Voy a estar custodiado por la religión ortodoxa a la que me llevó Venecia". (Venises, Gallimard, 1971, p. 214 y 215).
Roger Nimier escribió sobre Morand: "Un día va a saltar, viejo deportivo, en la muerte. "
Morand tuvo con la pintora y decoradora Madeleine Mulle una hija, Marie-Claude Morand, nacida en Burdeos el 2 de abril de 1916, que se crio en el subsiguiente matrimonio de su madre con el fotógrafo Louis-Victor Emmanuel Sougez, en cuyo trabajo apareció con frecuencia bajo el nombre de Claude.

## Un aficionado al arte asiático
Maurice Rheims, que era su amigo desde 1959, escribe en sus conversaciones con François Duret-Robert (En tous mes états, Gallimard, 1993, p. 93-97), este "hombre encantador, aficionado refinado" que fue su mentor para entrar en la Academia ", haciéndolo todo por sí mismo, para actuar sin tener que hablar conmigo" (con Guitton, Ionesco, Druon, etc.), y su esposa, "emperatriz asiática, goza de su té en una taza de cerámica azul de la época Ming, sentada en el centro de un trono mongol del siglo XVIII. marcado con una M mayúscula, que Morand había adquirido durante un viaje ".
Nombrado como su albacea, el subastador se encargó de los términos de la herencia de su propiedad para la Academia y adquirió el "trono asiático" en la subasta pública de los bienes del 16 y 17 de noviembre de 1977 en el Palacio d 'Orsay en París, que incluía un gran retrato de cuerpo entero de Hélène Morand por Lucien Lévy-Dhurmer y numerosas pinturas, muebles y obras de arte en su mayoría del Lejano Oriente, que decoraban la mansión de la Avenida Charles Floquet de París (construido para su padre el Príncipe Soutzo por Pierre Humbert) y la casa de Hayes, en Rambouillet.

## Apreciación crítica
Sobre él dice Francisco Umbral en 2003: "Paul Morand fue para algunos el esnob máximo en aquella generación de esnobs, pues tenía el gusto de conocer por conocer, y una curiosidad inagotable por rodear todo el planeta con sus viajes, como si hubiera venido a otro planeta, un planeta inédito, y además por poco tiempo. Todo le interesaba y todo lo visualizó con su mirada de poeta sintético que estaba inventando un arte además de un instrumento.
Paul Morand es el genio de la curiosidad por la curiosidad, y tiene la capacidad de fascinarse con todo lo nuevo, aunque sea viejísimo, lo mismo la noche catalana que los días y las noches de un Oriente que en él parece una fotografía, pero se acompaña de una rúbrica penetrante, valiosa, definitiva. Morand había venido al mundo para ver el mundo y no para ninguna otra cosa. Lo contó mejor que nadie y a medida que iba teniendo más curiosidad superturística amenguaba más el laconismo de sus telegramas líricos, pues hay en Morand una urgencia inexplicable por conocer el mundo cuando ni el mundo ni él tenían ninguna prisa. Pero aquella temperatura crepitante de los años 20 le hizo sentirse el ciudadano urgentísimo del universo que tenía que contarlo todo, cuando faltaba tanto tiempo para la bomba atómica.
De estas necesidades reales o ficticias le nace a Morand un estilo propio, personal, una poesía que avanza a golpe de imágenes"
Luis Antonio de Villena dice de algunas de sus obras: "Paul Morand, publicó un delicioso librito titulado “Le visiteur du soir” -El visitante nocturno- que se publicó en 1949. Ninguno de los libros de Morand es grande, parece que le hacía caso a Calímaco cuando el poeta sentenció que “un libro largo es un largo mal”. En 1921 (con prólogo de Proust) publicó su primer libro de relatos “Tendres Stocks”, al que siguieron dos libros de mucho éxito en esa frívola “edad del jazz”, ambos compuestos de relatos, “Ouvert la nuit” -Abierto de noche- en 1922 y “Fermé la nuit” -Cerrado de noche- en 1923. En esos años, ya de pleno en su vida mundana y diplomática (y aunque había tenido una hija con otra mujer) se casa con la princesa rumana Hélène Soutzo (1879-1975) con la que compartió su vida y sus estancias en Bucarest. También publica libros de viajes -aún con aroma moderno- como “New York” de 1929 ,”Paris-Tombouctou” o “Magie noire” de 1927…La imagen de Morand es la de un hombre esteta y feliz. En sus chismosos y divertidos “Propos sécrets” de 1980, Roger Peyrefitte habló de la juventud de Morand como si algo hubiese tenido que ver con las “misas rosas” del barón Adelsward de Fersen, pero probablemente la cosa no pasaría de que estuviera enterado por sus amigos de esos secretos episodios de vida homosexual clandestina y elegante. Porque si Morand fue siempre un hombre de derechas (como Cocteau) y un declarado antisemita, su moral privada de heterosexual refinado, le permitía no albergar prejuicio alguno sobre la homoxesualidad y más entre el alto mundo, donde no era infrecuente. Publica uno de sus mejores libros, “L’homme pressé” de 1940. Siguió publicando libros breves que hablan de libres costumbres morales, tal “Le flagellant de Séville”, “Hécate et ses chiens” o “Les écarts amoureux”. Escribía artículos en “Le Figaro”, pese a su moral libre que nunca importó a la verdadera “derecha civilizada”, y a la postre terminó haciendo hermosos libros nostálgicos, llenos de recuerdos y amor a un mundo perdido y con una bella escritura, así el precioso “Venecias” o el último que publicó -en 1975- dedicado a su amiga Coco Chanel, “L’allure Chanel” (El aura de Chanel)."
La profesora Pilar Andrade dice de su obra capital Venises: "Paul Morand escribe sus Venecias en 1971, cinco años antes de morir. Tiene la experiencia de todo el siglo y miles de kilómetros recorridos, porque es un cosmopolita (a la antigua, de los que viajaban a lo grande). Así que en su libro nos describe la ciudad italiana en varios momentos en que la visitó. Hacia finales del siglo XIX, Morand nos habla de una ciudad básicamente poblada por los aristócratas de toda Europa (es la Venecia de Thomas Mann) y por eruditos franceses más modestos pero archiconocedores de los secretos del laberinto veneciano. Durante la Primera Guerra Mundial, Morand se fija en los buques de guerra que atracan frente al Palacio Ducal y en quienes ponen entonces el toque cosmopolita: los soldados rusos, napolitanos, austriacos, franceses, senegaleses… Durante el periodo de entreguerras Venecia abre para Morand la puerta de Oriente, porque en 1919 se inauguró la ruta a través del Simplón del famoso tren de lujo Orient_Express; esa ruta paraba en Venecia antes de continuar hacia Trieste y Estambul – y Morand por supuesto cogió el tren desde París. Más tarde, al estallar la Segunda Guerra Mundial, las fachadas de Venecia se llenan de grafitis que alaban el régimen de Mussolini. En fin, Morand vuelve a la ciudad del agua en 1969. Y además de constatar los recientes cambios urbanísticos se topa con un grupo de hippies ingleses.
Morand dice “Venecia se hunde; ¿no será quizá lo más bello que podía ocurrirle?”. Su padre le lega un esteticismo radical: nada de rozarse con lo feo, que mancha. De modo que la ciudad se ve, sobre todo en los primeros tiempos de Morand, como un todo precioso, preciosista… y sin mezcla. La pureza veneciana hace además que Morand nos hable solo brevísimamente de la pestilencia de los canales y, sobre todo, que tome Venecia como escudo contra lo moral: lo estético, desde luego, no debe contaminarse con consideraciones éticas"

## Iconografía
- Jacques-Émile Blanche, portrait de l'écrivain (Musée des beaux-arts de Rouen) ;
- Marie Laurencin, Portrait de Paul Morand, pastel de 1927 ;
- Jean Cocteau, Portrait de Paul Morand, dibujo de 1928 ;
- Raymonde Heudebert, Portrait de Paul Morand en costume chinois (Musée des beaux-arts de Rouen) ;
- Valentine Hugo, Paul Morand, dessin de son portrait ;
- Romaine Brooks, Portrait de Paul Morand, huile sur toile, 1925 (musée de Poitiers - 86) ;
- Arno Breker, buste de l'écrivain.

## Libros

### Poesía
- Lampes à Arc, Paris, Au Sans Pareil, 1920, después René Kieffer, 1926 (litografías de Frans Masereel);
- Feuilles de Température (Paris, Au Sans Pareil, 1920);
- Poèmes complets (1914-1924) (Au Sans Pareil, 1924);
- Poèmes (Toulouse, éditions Richard, 1928);
- U.S.A., poèmes (Au Sans Pareil, descatalogado, 1928);

### Novelas y relatos
- Tendres Stocks, 3 nouvelles, préface de Marcel Proust (N.R.F., 1921, 1924 — con aguafuertes de Chas Laborde) ;
- Ouvert la nuit, 6 nouvelles (N.R.F., 1922, 1923, 1924 — éd. illustrée de 6 aquarelles de Dufy, Favory, de La Fresnaye, Lhote, Moreau, Dunoyer de Segonzac — La Gerbe d'Or/N.R.F., 1927 — avec préface inédite de l'auteur —, édition Populaire, 1951) ;
- Fermé la nuit, 4 nouvelles (N.R.F., 1923 et 1935 - avec illustrations de Pascin) -prix La Renaissance 1923 présidé par Colette. Publicado en español: Cerrado de noche (Madrid, Cosmópolis, 1926) ;
- Lewis et Irène, roman (Grasset, 1924, Émile-Paul, 1925 — avec illustrations d'Oberlé — 1926) ;
- La Fleur double (Émile-Paul, 1924, avec un frontispice de Daragnès) ;
- Les Amis nouveaux (Au Sans-Pareil, 1924 — avec eaux-fortes de Jean Hugo) ;
- Les Plaisirs rhénans (Dusseldorf, librairie Léocadia, s.d., avec 7 lithographies érotiques de Gaston-Louis Roux — ouvrage imprimé sans son accord, dont il fit pilonner une partie — cette nouvelle parut dans L'Europe galante (1926) ;
- Mr. U (Édition des cahiers libres 1927) ;
- East India and Company, 12 nouvelles (publicado primero en inglés: New-York, 1927 — después en francés: Paris, Arléa, 1987) ;
- À la Frégate, nouvelles (Paris, Les Éditions du Portique, 1930) ;
- Les Rois du jour - Flèche d'Orient, nouvelle (N.R.F., 1932) ;
- Rococo, nouvelles (Grasset, 1933);
- France-la-doulce (N.R.F., 1934);
- Affaires de cœur, con Abel Bonnard, Colette y Abel Hermant (Nativelle, 1934);
- Les Extravagants, nouvelles (Milady suivi de Monsieur Zéro - N.R.F., 1936) ;
- L'Homme pressé, roman (Gallimard, 1941) ;
- Feu M. le Duc, nouvelles (Genève, Milieu du Monde, 1942) ;
- Le Bazar de la Charité, nouvelle (Genève, Club des bibliophiles, 1944. Illustrations de Paul Monnier) ;
- À la Fleur d'Oranger, nouvelles (Vevey, Éditions de la Table Ronde, 1945) ;
- Le Dernier Jour de l'Inquisition, nouvelles (Vevey, la Table Ronde, 1946) ;
- Montociel, Rajah aux Grandes Indes, roman (Genève, Éditions du Cheval Ailé, 1947) ;
- Le Flagellant de Séville, roman (Fayard, 1951) ;
- Le Coucou et le Roitelet, (Éditions du Tambourinaire, 1954);
- Hécate et ses chiens, roman (Flammarion, 1954);
- La Folle Amoureuse, nouvelles (Stock, 1956) ;
- Fin de siècle, nouvelles (Stock, 1957);
- Le Prisonnier de Cintra (1958) ;
- Parfaite de Saligny (1958) ;
- Tais-toi, roman (Gallimard, 1965) ;
- Nouvelles d'une vie (?) ;
- Nouvelles du cœur (Gallimard, 1965) ;
- Nouvelles des yeux (Gallimard, 1965) ;
- Les Écarts amoureux, nouvelles (Gallimard, 1974) ;
- Les Extravagants, scènes de la vie de bohème cosmopolite, roman (escrito en 1910-1911, édition posthume en 1986 chez Gallimard) ;
- Nouvelles complètes, Gallimard, Bibliothèque de la Pléiade, 2 tomes (éd. Michel Collomb, 1992) ;
- Romans, Gallimard, Bibliothèque de la Pléiade (éd. Michel Collomb).

### Crónica delsigloXX
- I. L'Europe Galante- 14 nouvelles (Europe) (Vertès, 1927 — avec des lithographies en noir — Grasset, 1925, Ferenczi, 1928) ;
- II. Bouddha Vivant (Asie) (Grasset et Calmann-Lévy, 1927, Aux Aldes, 1928 — eaux-fortes d'Alexieiff —, Ferenczi, 1928) ;
- III. Magie Noire (Afrique), 8 nouvelles (Grasset, 1928, Flammarion et Ferenczi, 1930) ;
- IV. Champions du Monde (Amérique) (Grasset, 1930) ;

### Ensayos y retratos de escritores y de personajes históricos
- De la vitesse (Éditions Kra, 1929) ;
- 1900 (Les Éditions de France, 1931 ; Flammarion, 1942) ;
- Papiers d'identité (Grasset, 1931) ;
- Le Réveille-matin (Grasset, 1937) ;
- Apprendre à se reposer (Flammarion, 1937), ahora Éloge du repos ;
- L'heure qu'il est (Grasset, 1938) ;
- Isabeau de Bavière (Les Éditions de France, 1939) ;
- Vie de Maupassant (Flammarion, 1942) ;
- Excursions immobiles (Flammarion, 1944) ;
- Adieu à Giraudoux (Porrentruy, Aux Portes de France, 1944) ;
- Première visite à Marcel Proust (Genève, éditions du Cheval Ailé, 1948) ;
- Dostoïevsky, annonciateur de l'Europe russe, essai (Genève, éditions Pierre Cailler, 1948) ;
- Giraudoux. Souvenirs de notre jeunesse (Genève, La Palatine, 1948) ;
- Le Visiteur du soir. Marcel Proust (1949) ;
- Katherine de Heilbronn de Kleist (1956) ;
- Fouquet ou Le Soleil offusqué, biographie (Gallimard, 1961 ; coll.Folio/Histoire, 1985) ;
- Monplaisir… en littérature (Gallimard, 1967) ;
- Monplaisir… en histoire (Gallimard, 1969) ;
- Discours de réception à l'Académie française (Gallimard, 1969) ;
- L'Allure de Chanel (Hermann, 1976) ;

### Libros de viaje y retratos de ciudades
- Rien que la Terre (Grasset, 1926 ; Plon, 1929, puis Bruxelles, édition du Nord, 1929, illustrations de Falké) ;
- Siam, Aux Aldes, (1926, illustrations de Galanis) ;
- La Semaine de Bath (Champion, 1925) ;
- Le Voyage (Hachette, 1927);
- Tableaux de Paris, textes de Paul Valéry (Émile-Paul, 1927, illustrations de Bonnard) ;
- Syracuse USA, (Grasset, 1928) ;
- Paris-Tombouctou, documentaire (Flammarion — La Rose des Vents, 1928, dédié à André Derain) ;
- Hiver Caraïbe, documentaire (Flammarion, La Rose des Vents ? 1929) ;
- New York (Flammarion, 1930 et 1931, illustrations de Lubbers) ;
- New York, le Jour et la Nuit (Flammarion, 1930) ;
- Route de Paris à la Méditerranée (Firmin-Didot, 1931) ;
- Air Indien (Grasset, 1932) ;
- A.O.F. de Paris à Tombouctou (Flammarion, 1932) ;
- Paris de nuit, avec 60 photographies de Brassaï (Paris, Arts et Métiers Graphiques, 1933) ;
- Londres (Plon, 1933) ;
- Bucarest (Plon, 1934) ;
- Croisière du yacht Alphée (Y Cotnareanu, 1935) ;
- Rond-point des Champs-Élysées (Grasset, 1935) ;
- La Route des Indes (Plon, 1936);
- Méditerranée, mer des surprises (Mame, 1938) ;
- Florence que j'aime (éditions Sun, 1959) ;
- Bains de mer, bains de rêve (Lausanne, Guilde du Livre, 1960);
- Le Nouveau Londres, suivi de Londres 1933, édition revue et corrigée — photographies de Tony Armstrong-Jones (Plon, 1962) ;
- Majorque (Barcelone, Noguer, 1963) ;
- Le Portugal que j'aime, légendes — préfacé par Michel Déon, présenté par Jacques Chardonne (éditions Sun, 1963) ;
- Préface à La Suisse que j'aime de François Nourissier (Sun, 1968) ;
- Venises (Gallimard, 1971).
- D'autres Venise(Nicolas Chaudun, 2010) — préfacé par Olivier Aubertin
- Rhin et Danube (Nicolas Chaudun, 2011) — préfacé par Olivier Aubertin
- Bains de soleil (Nicolas Chaudun, 2011) — préfacé par Olivier Aubertin
- So British ! (Nicolas Chaudun, 2012) — préfacé par Olivier Aubertin

### Crónicas
- Papiers d'identité (Grasset, 1931) ;
- Mes débuts (Grasset, 1933) ;
- Rond-Point des Champs-Élysées (1935) ;
- Réflexes et Réflexions (Grasset, 1939) ;
- Chroniques de l'homme maigre (Grasset, 1940) ;
- Propos des 52 semaines (Milieu du Monde, 1942) ;
- L'Eau sous les ponts (Grasset, 1954).

### Correspondencia
"Morand está todo en sus cartas [...] este autor de cartas incomparable ofrece visiones deslumbrantes sobre la política, la moral, la historia o los impulsos del corazón [...] lo que para la mayoría es una diversión, es para él generosidad. "(Lettres à des amis et à quelques autres, prefacio de Michel Deon, presentación de Ginette Guitard-Auviste - La Table Ronde, 1978).
Su larga correspondencia inédita con Chardonne contiene suficientes críticas venenosas de sus contemporáneos - incluyendo a Charles de Gaulle, André Malraux, Francois Mauriac, Josette Day - que prohíben la publicación - Chardonne la deposita en 1967 en la biblioteca de Lausana, donde está disponible desde el año 2000 y fue comenzada a publicadar por Gallimard en abril de 2013 (prologada por Michel Deon).
"Los cocodrilos no tienen nada que negar de su ex vichysme. Morand clama contra la "Judaification" de la Academia Goncourt, trata a un guionista de "judío de mierda". Su fobia antisemita igualó su odio a los homosexuales, cayendo en el graffiti [...] Su amargura fue creciendo a partir de los 60 años, mezclada con la nostalgia. "(François Dufay, Le soufre et le moisi. La droite littéraire après 1945. Chardonne, Morand et les hussards, Paris, Perrin, 2006. (ISBN 2-262-01907-X), P. 140).

### Memorias, diarios y recuerdos
- Journal d'un attaché d'ambassade, 1916-1917 (La Table Ronde, 1948; Gallimard, 1963 ; La Table Ronde, 1974) ;
- Giraudoux, souvenirs de notre jeunesse (La Palatine, 1948) ;
- Le Visiteur du soir, Marcel Proust (La Palatine, 1949) ;
- Journal inutile, mémoires en 2 volumes (Gallimard, 2002) ;
- Prefacio de Ce que je voulais vous dire aujourd'hui [Lo que quería decirle a usted hoy], selección de cartas de Chardonne con dos cartas de Morand (Grasset, 1970, prepublicación en La Revue de Paris en 1968).

## Adaptaciones cinematográficas
- 1927 : La Glace à trois faces, film de Jean Epstein a partir de su cuento epónimo publicado en 1925 en L'Europe galante.
- 1976 : Milady, telefilm de François Leterrier
- 1977 : L'Homme pressé, film de Édouard Molinaro